# Palazzo Terralavoro alla Sanità

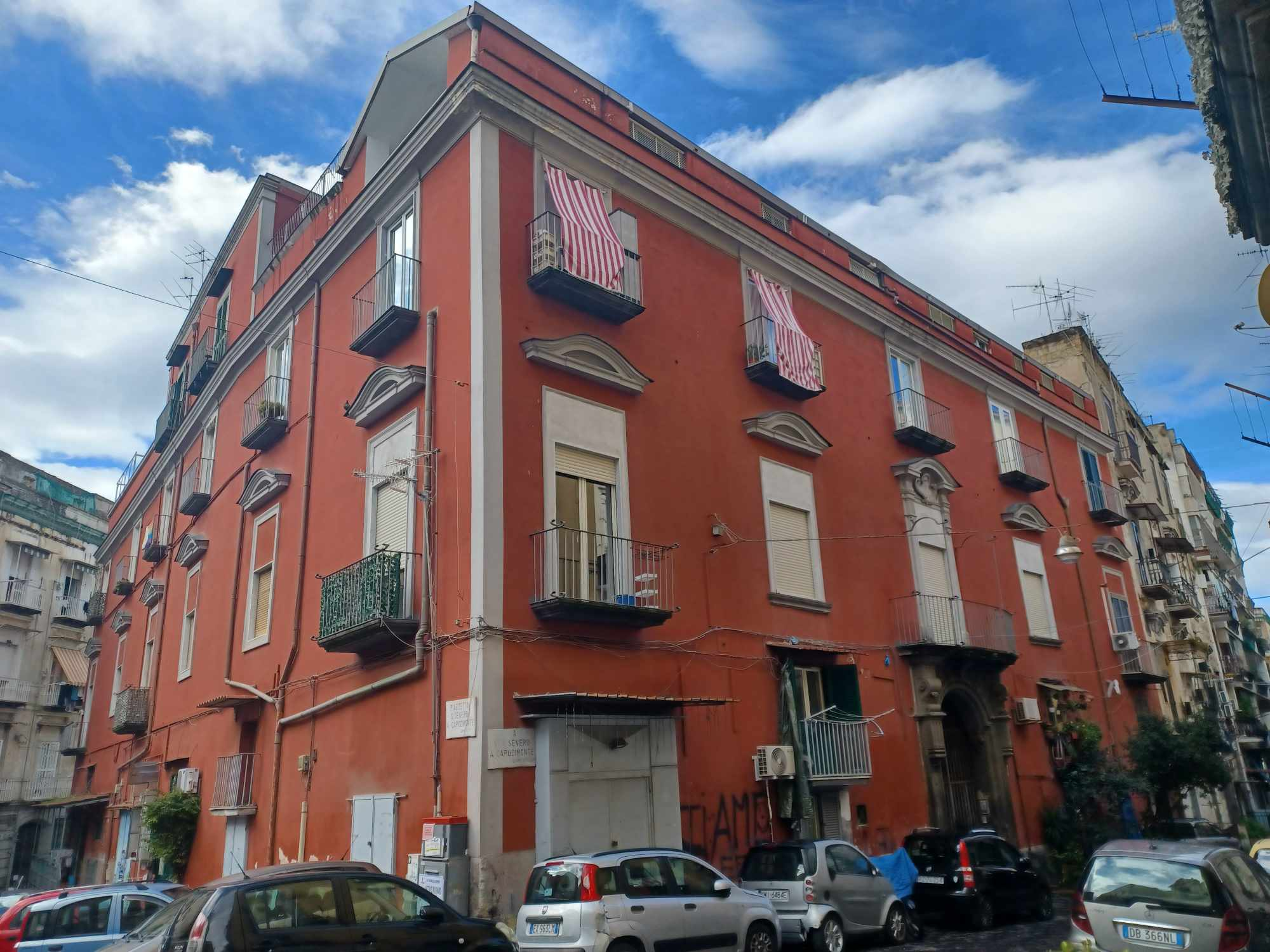
Palazzo Terralavoro alla Sanità

Der Palazzo Terralavoro alla Sanità ist ein Palast aus dem 17. Jahrhundert im Viertel Sanità in Neapel in der italienischen Region Kampanien. Er liegt in der Via San Severo a Capodimonte.

## Geschichte und Beschreibung
Der Palast aus dem 17. Jahrhundert wurde im 18. Jahrhundert im Auftrag der Familie Terralavoro, Barone von Teverola, renoviert. Die Arbeiten am Gebäude fanden unter der Leitung von Baumeister Aniello de Liguoro nach dem Vorgaben des Bauingenieurs des Sacro Regio Consiglio und des Tavolario, Francesco Attanasio, statt. Die Innenräume, insbesondere die Deckenverkleidungen, wurden vom Maler und Dekorateur Francesco Trippa geschaffen. An dem Bau führten auch die  Meister Domenico Mosella, der die Pflasterung im Hof schuf, der Tischler Liberio Rinelli und der Schmied Nicola Landi Arbeiten aus. Das Gebäude hatte vor der Errichtung der Ponte della Sanità eine strategische Bedeutung. Tatsächlich hielten dort alle Reisenden in Richtung Capodimonte an, bevor sie die anstrengenden Anstiege zur Reggia di Capodimonte erklommen und  Ochsen anstelle von Pferden vor die Kutschen gespannt wurden. Im 20. Jahrhundert waren in dem Palast Vincenzo Arangio-Ruiz, Vincenzo Marchetti und Tina Quagliarella zu Gast. Anfang des 20. Jahrhunderts kaufte Eugenio di Mauro den Palast zu einem guten Teil auf und ließ die Innenräume mit Jugendstilmöbeln bis 1908 neu ausstatten, die sein Schwager und Hobbytischler Francesco Scarano schuf.
Das herausragendste Element ist das aus Piperno gemeißelte Portal mit geschnitzten Verzierungen. Die Gewölbedecke des Eingangsbereiches nach spätem Fanziaghiano-Geschmack, ist in Form eines Korbbogens gehalten. Nach dem Durchschreiten des Eingangsbereiches und des Innenhofes gelangt man zur Treppe aus dem 18. Jahrhundert von Attanasio, der eine frühere Treppe anpasste. Gut zu sehen ist der Treppenkopf, dessen Formen aus dem 18. Jahrhundert stammen. Die Rampen der Treppe sind durch gewölbte Öffnungen in Verbindung mit den Treppenabsätzen belichtet und von Tonnengewölben, gestützt von Stuckkonsolen, überdeckt. Am Ende der ersten Rampe gibt es eine kleine Ädikula aus Stuck, in der sich früher ein kleines Heiligenbild befunden haben muss. In der Ädikula auf der Terrasse stand ein kleines Kreuz aus dem späten 18. Jahrhundert. Das Werk stammt von einem unbekannten Bildhauer, das in seiner Ausführung den Arbeiten von Nicola Fumo und Giacomo Colombo ähnelt und dass sich in einer Privatsammlung befindet.